# Urikohime to Amanojaku
Urikohime to Amanojaku (うりこひめとあまのじゃく La princesa melón y el Amanojaku?), también conocido simplemente como Urikohime (瓜子姫?), es un cuento folclórico japonés. De misma forma que otros cuentos folclóricos tradicionales como Momotarō y Kaguya-hime no Monogatari, cuyos protagonistas tienen sus orígenes en una fruta o planta, cuenta la historia de Urikohime, una niña nacida de un melón, quien es encontrada y acogida por una pareja de ancianos sin hijos. El matrimonio protege a Urikohime del mundo exterior, sin embargo, un día la muchacha ingenuamente permite a un ama-no-jaku (una variedad de yōkai) entrar a su hogar, donde este la devora y a veces la imita llevando su piel desollada. El destino de Urikohime y los motivos del ama-no-jaku varían de acuerdo a la región donde se relate el cuento, sin embargo, la versión más generalizada es aquella en la que la joven encuentra su final en manos del yōkai.